# Narendra Nagar
Narendra Nagar (ook wel gespeld als Narendranagar) is een stad en gemeente in het district Tehri Garhwal van de Indiase staat Uttarakhand. 

## Demografie
Volgens de Indiase volkstelling van 2001 wonen er 4.796 mensen in Narendra Nagar, waarvan 59% mannelijk en 41% vrouwelijk is. De plaats heeft een alfabetiseringsgraad van 82%.